# Vianney Sierralta
Vianney Sierralta Aracena (Calama, 10 de diciembre de 1975) es una abogada, profesora y activista de la comunidad sorda de Chile. Es la primera abogada sorda titulada en Chile.
Presidenta de la Fundación Nellie Zabel (FNZ) en el período 2018-2022, organización que busca empoderar a las mujeres sordas, a través de proyectos, programas y capacitación. Desde diciembre del 2020, la Fundación ha creado el Centro de la Mujer Sorda que en convenio con SernamEG presta servicios de apoyo a mujeres sordas o con discapacidad auditiva víctimas de Violencia de Género en contexto de pareja o expareja. Se especializa en temáticas relativas a los derechos humanos y educación en discapacidad, con experiencia en educación especial y en lengua y cultura de las personas sordas.
Ha colaborado con el Poder Judicial en el programa de mejoramiento en el acceso a la justicia para las personas con discapacidad. e integró el grupo de mujeres sordas que lideraron la elaboración del proyecto de ley sobre la lengua de señas chilena (LSCh) aprobado por el Congreso Nacional en 2021.

## Biografía
Nació en Calama en 1975. A temprana edad fue diagnosticada con una enfermedad autoinmune del oído interno (AIED o Autoimmune Inner Ear Disease), caracterizada por la pérdida progresiva de la audición.
Estudió pedagogía en educación general básica en la Universidad Arturo Prat, titulándose como profesora en 2004. Posteriormente, en el año 2008, obtuvo un Magíster en Gestión Educacional.
En 2009 conoció a Michael Stein, abogado sordo graduado de la Universidad de Harvard, que lidera la Deaf Legal Advocacy Worldwide (DLAW), fundación que proporciona becas a personas sordas de todo el mundo para estudiar derecho. Unos años más tarde, en 2013, obtuvo una beca de DLAW, ingresando a estudiar derecho en la Universidad de Aconcagua, en Calama. Para cursar la carrera de derecho contó con accesibilidad, gracias a su beca, mediante intérpretes de lengua de señas y closed captioning simultáneo en el aula, egresando en 2017.
Durante 2019 aprobó su memoria para optar al grado de licenciada en Ciencias Jurídicas, la cual versaba sobre los "Derechos Fundamentales y Garantías Jurisdiccionales de la Persona Sorda imputada en el proceso penal chileno", y realizó su práctica profesional para optar al título de abogada en un Centro de la Mujer, que presta asesoría y asistencia a víctimas de violencia intrafamiliar.
Prestó juramento ante la Corte Suprema de Chile el 24 de enero de 2020, convirtiéndose en la primera mujer sorda en ser investida como abogada en Chile.
Trabajó desde el año 2002 hasta el año 2007 en la Escuela República de Francia en Calama, donde generó un proyecto educativo que llegó a tener 33 estudiantes sordos integrados. La innovación pedagógica del mismo significó una invitación para ser presentado en el “VIII Congreso Latinoamericano de Educación Bilingüe para Sordos” que se desarrolló en la ciudad de La Habana, Cuba, en el año 2005.
Seleccionada junto a la profesora de educación Angela Morales Hafelin por el Ministerio de Educación para capacitar por un espacio de dos años (2008-2009) a cerca de 30 docentes de la Región de Antofagasta en el Programa ejecutado por la Universidad de las Ciencias de la Educación UMCE denominado “Lengua de Señas y Aprendizaje Escolar”.
Se inscribió como candidata independiente a las elecciones de convencionales constituyentes de 2021 por el distrito 3 (Calama, María Elena, Ollagüe, San Pedro de Atacama, Tocopilla, Antofagasta, Mejillones, Sierra Gorda y Taltal), formando parte de la lista Movimiento Independientes del Norte. En los comicios del 15 y 16 de mayo de 2021 obtuvo 4.139 votos, significando un 2,66% y aportando para que su compañera de lista Cristina Dorador fuese elegida convencional. El 23 de agosto de aquel año se confirmó su inscripción como candidata independiente a las elecciones parlamentarias en cupo RD, en el pacto Apruebo Dignidad, para competir por un escaño en la Cámara de Diputados por el distrito 3.
Desde enero de 2023, asumirá el cargo de Directora Regional del Servicio Nacional de la Discapacidad; habiendo sido seleccionada por el sistema de Alta Dirección Pública (ADP) del Servicio Civil en Chile.

## Historial electoral

### Elecciones parlamentarias de 2021
- Elecciones parlamentarias de 2021 a Diputado por el distrito 3 (Antofagasta, Calama, María Elena, Mejillones, Ollagüe, San Pedro de Atacama, Sierra Gorda, Taltal y Tocopilla)[16]

| Candidato                     | Pacto                   | Partido  | Votos  | %    | Resultado |
| ----------------------------- | ----------------------- | -------- | ------ | ---- | --------- |
| Catalina Pérez Salinas        | Apruebo Dignidad        | RD       | 13 199 | 7.24 | Diputada  |
| Sebastián Videla Castillo     | Nuevo Pacto Social      | IND-PL   | 12 238 | 6.72 | Diputado  |
| Yovana Ahumada Palma          | Partido de la Gente     | PDG      | 11 850 | 6.50 | Diputada  |
| Jaime Araya Guerrero          | Nuevo Pacto Social      | IND-PPD  | 11 619 | 6.38 | Diputado  |
| César Rojas Toro              | Partido de la Gente     | PDG      | 9332   | 5.12 |           |
| Sacha Razmilic Burgos         | Chile Podemos Más       | EVO      | 9230   | 5.06 |           |
| José Miguel Castro Bascuñán   | Chile Podemos Más       | RN       | 8653   | 4.75 | Diputado  |
| Arturo Molina Henríquez       | Nuevo Pacto Social      | PDC      | 7627   | 4.19 |           |
| Marcela Ruz Andrade           | Frente Social Cristiano | PRCh     | 6730   | 3.69 |           |
| Ledy Osandón Ferrer           | Chile Podemos Más       | IND-RN   | 6251   | 3.43 |           |
| Pablo Iriarte Ramírez         | Apruebo Dignidad        | PCCh     | 5799   | 3.18 |           |
| Nargaret Cristi Cariaga       | Partido de la Gente     | PDG      | 5015   | 2.75 |           |
| Maria Angelica Ojeda Gonzalez | Apruebo Dignidad        | PCCh     | 4883   | 2.68 |           |
| Yerko Alexis Cortés Rojas     | Partido de la Gente     | PDG      | 4739   | 2.60 |           |
| Fernando San Román Bascuñán   | Apruebo Dignidad        | IND-FRVS | 4569   | 2.51 |           |
| Vianney Sierralta Aracena     | Apruebo Dignidad        | IND-RD   | 4487   | 2.46 |           |